# Hôtel de La Tour-Maubourg
L’hôtel de La Tour-Maubourg ou hôtel Maleteste est un ancien hôtel particulier situé au no 10, place Vendôme, dans le 1er arrondissement de Paris.
Construit en 1711, pour le financier Urbain Aubert de Tourny, il appartient notamment Jean Hector de Faÿ de La Tour-Maubourg, puis à la famille Rothschild.
Il est aujourd'hui propriété, comme l'hôtel Baudard de Saint-James au no 12, du Crédit foncier de France et accueille notamment les boutiques des horlogers Patek Philippe et Hublot.

## Situation
L’hôtel se trouve à l’angle sud-est de la place et est mitoyen de l’hôtel Delpech de Chaumot au no 8, et de l’hôtel Baudard de Saint-James au no 12.

## Historique
La parcelle, acquise par le financier Besnier en 1699, est vendue au financier Urbain Aubert de Tourny, en 1703.
Dans le but d’agrandir sa propriété, à la suite de la donation de l’hôtel Baudard de Saint-James, voisin, un an auparavant, le marquis de Tourny, fait construire l’édifice en 1711, par l’architecte Jacques V Gabriel.
En 1717, poursuivi par le Trésor pour malversations financières, le marquis est contraint de vendre l’hôtel au maréchal Jean Hector de Faÿ de La Tour-Maubourg.
De 1740 à 1741, Claude Dupin, fermier général, loue l’hôtel en attentante de l’achèvement de sa demeure personnelle, l’hôtel Dupin, sis rue Plâtrière, aujourd’hui au no 68, rue Jean-Jacques-Rousseau. Le maréchal se sépare à son tour de l’hôtel, en 1750, en faveur de Louise-Françoise Fillion de Villemur.
En 1776, la comtesse Marie-Louise-Françoise de Saint-Séverin d’Aragon, fille de cette dernière, vend l’hôtel, loué à l’ambassade de Venise, au marquis Jean-Louis de Villey de Maleteste.
Pendant la Révolution, ce dernier loue successivement l’hôtel au comité des Finances publiques de 1790 à 1791, puis au comité de l’administration départementale de 1792 à 1799, qui occupe également le no 12.
À partir de 1830, le Crédit algérien, fondé en 1812, s’y installe, suivi par la Compagnie du Canal de Suez en 1860, qui s’installe également au no 12.
Le professeur Samuel Pozzi y loue un appartement de 1897 jusqu’à sa disparition en 1918. La maison de couture Martial et Armand, loue les étages de l’hôtel, de 1906 jusqu’en 1945, puis la maison Caron, s’y installe jusqu’en 1949.
Au sortir de la Seconde Guerre mondiale, la famille Rothschild l'acquiert avec le no 12, afin d’y installer les bureaux administratifs de la société minière et métallurgique de Peñarroya, dont elle est actionnaire majoritaire. En ce sens, de profonds travaux interviennent, notamment la réunification des deux hôtels par leurs cours intérieures, afin d'y réaliser un parking souterrain de 250 places.
En 1971, l’ensemble dont fait partie l’hôtel, est revendu par la famille Rothschild, au Crédit foncier de France, qui en est encore aujourd’hui propriétaire.
Il accueille aujourd’hui, les boutiques d’horlogerie, Patek Philippe et Hublot, l’espace co-working Cushman & Wakefield, mais également les ateliers de la maison Chaumet.

## Protection
L’hôtel est inscrit aux monuments historiques pour ses façades sur la place, par arrêté du 6 mai 1927.